# Dajtki (gromada)
Dajtki – dawna gromada, czyli najmniejsza jednostka podziału terytorialnego Polskiej Rzeczypospolitej Ludowej w latach 1954–1972.
Gromady, z gromadzkimi radami narodowymi (GRN) jako organami władzy najniższego stopnia na wsi, funkcjonowały od reformy reorganizującej administrację wiejską przeprowadzonej jesienią 1954 do momentu ich zniesienia z dniem 1 stycznia 1973, tym samym wypierając organizację gminną w latach 1954–1972.
Gromadę Dajtki z siedzibą GRN w Dajtkach (obecnie w granicach Olsztyna) utworzono – jako jedną z 8759 gromad na obszarze Polski – w powiecie olsztyńskim w woj. olsztyńskim na mocy uchwały nr 21 WRN w Olsztynie z dnia 4 października 1954. W skład jednostki weszły obszary dotychczasowych gromad Dajtki, Łupstych i Gronity ze zniesionej gminy Gietrzwałd w tymże powiecie. Dla gromady ustalono 14 członków gromadzkiej rady narodowej.
1 stycznia 1966 z gromady Dajtki wyłączono wieś Dajtki oraz części obszaru wsi Łupstych i lasów państwowych Nadleśnictwa Kudypy, włączając te obszary do miasta Olsztyna (na prawach powiatu), po czym gromadę Dajtki zniesiono, włączając jej (pozostały) obszar do gromady Gietrzwałd w powiecie olsztyńskim.